# Poniatówki
Poniatówki – małe osiedla wiejskie w Polsce, powstałe w okresie parcelacji ziem w latach trzydziestych XX wieku. Inicjatorem akcji osadniczej był ówczesny minister rolnictwa Juliusz Poniatowski.